# 43889 Osawatakaomi
43889 Osawatakaomi este un asteroid din centura principală de asteroizi.

## Descriere
43889 Osawatakaomi este un asteroid din centura principală de asteroizi. A fost descoperit pe 17 august 1995 la Nanyo de Tomimaru Okuni. Asteroidul prezintă o orbită caracterizată de o semiaxă mare de 2,28 ua, o excentricitate de 0,16 și o înclinație de 4,4° în raport cu ecliptica.